# Chaîne du Mont-Lofty
La chaîne du mont Lofty (Mount Lofty Ranges) est une chaîne de montagnes située à l'est d'Adélaïde en Australie-Méridionale et qui s'étend de l'extrémité sud de la péninsule Fleurieu (à Cape Jervis) sur plus de 300 kilomètres vers le nord avant de disparaître au nord de Peterborough. Dans les environs d'Adélaïde, elle sépare les plaines d'Adélaïde des vastes plaines qui entourent le Murray et s'étirent vers l'est jusqu'au Victoria. 
Le sentier Heysen, une piste de longue randonnée, traverse presque la totalité de la longueur de la chaîne, passant vers l'ouest dans la chaîne de Flinders près de Hallett. 

## Partie méridionale
La partie méridionale de la chaîne y compris la vallée Barossa est communément connue sous le nom de South Mount Lofty Ranges, et la partie la plus haute de cette portion est le mont Lofty (727 m). La partie de la chaîne la plus proche d'Adélaïde est aussi appelée les collines d'Adelaïde (Adelaide Plains). 

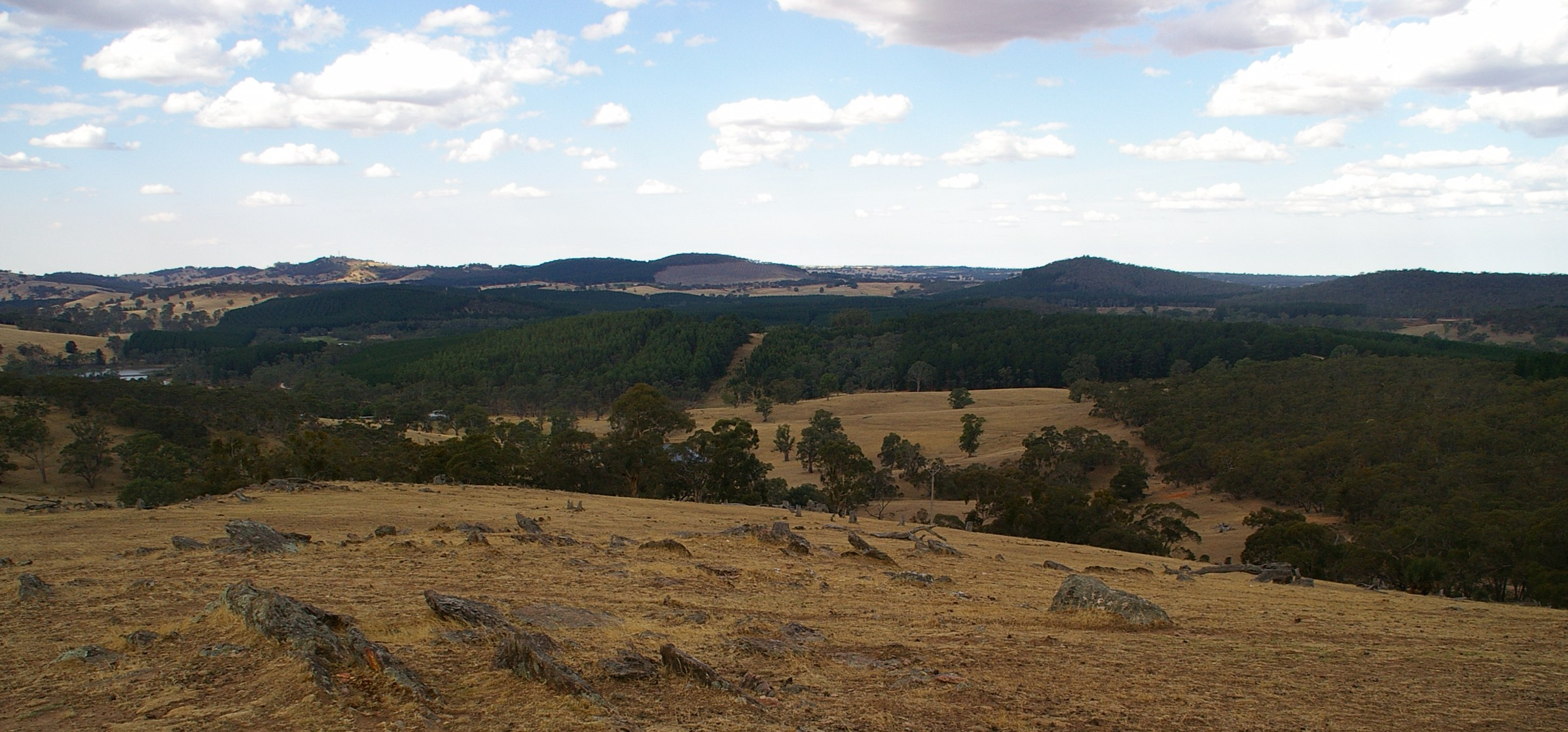
La chaîne dans la région du mont Crawford

La  chaîne englobe une grande variété d'usage de ses sols, notamment des zones résidentielles importantes, particulièrement concentrées au pied de la chaîne, avec les villages de Stirling et de Bridgewater et les villes de Mount Barker et Victor Harbor en particulier. On trouve aussi plusieurs plantations de pins, la plus importante étant située autour du mont Crawford et de Cudlee Creek au nord et de forêt Kuitpo et Second Valley au sud. On y trouve aussi plusieurs parcs naturels près d'Adélaïde, où les collines près de la ville sont protégées afin de préserver la région des constructions : les parcs naturels de Black Hill, Cleland et le parc national Belair sont les principaux. On trouve aussi d'autres parcs importants dans le sud de la chaîne notamment le parc national Deep Creek sur les côtes découpées du sud de la péninsule de Fleurieu, et le parc Para Wirra à l'extrémité sud de la vallée Barossa. 
Il existe de nombreux domaines viticoles dans la région. Deux, en particulier, sont de renommée mondiale : la vallée Barossa et la McLaren Vale. Des vignes sont également cultivées dans les collines d'Adelaïde et dans la vallée d'Onkaparinga. 
Bien qu'il n'existe plus de grandes mines en exploitation dans le sud aujourd'hui, il en reste plusieurs désaffectées et une myriade de petites entreprises. Une mine de sulfure de fer à Brukunga, au nord-est de Mount Barker, exploitée de 1955 à 1972, s'est révélée une source précieuse pour la production d'engrais superphosphaté vital pour le développement des zones agricoles de la région après la guerre. Le ruissellement des eaux de la mine s'est malheureusement avéré très toxique pour l'environnement local, et des efforts sont en cours pour atténuer les dommages.